# George Washington-universiteit
De George Washington-universiteit (Engels: The George Washington University, GWU) is een hoog aangeschreven en invloedrijke particuliere universiteit in Washington D.C., de hoofdstad van de Verenigde Staten. De universiteit werd opgericht in 1821 op initiatief van President George Washington. GWU is de grootste instelling voor hoger onderwijs in Washington, D.C., met ruim 27.000 studenten uit alle staten van de VS en meer dan 120 landen.

## Geschiedenis
George Washington, de eerste president van de Verenigde Staten, pleitte voor de oprichting van een nationale universiteit in de Amerikaanse hoofdstad in zijn eerste State of the Union-toespraak in 1790. Tot zijn dood bleef hij dit idee bepleiten en promoten. Hij schreef meerdere malen het Amerikaanse Congres hierover aan en nam een legaat op in zijn testament voor de oprichting. Ruim twee decennia na zijn overlijden werd de universiteit officieel opgericht door een Act of Congress als het Columbian College, waarmee GWU een van de slechts vijf universiteiten in de Verenigde Staten is die door het Amerikaanse Congres zijn opgericht. In 1904 werd de benaming gewijzigd en kreeg de onderwijsinstelling haar huidige naam, The George Washington University.

## Organisatie
De universiteit heeft drie campussen: De hoofdcampus bevindt zich in Foggy Bottom, om de hoek van het Capitool en Witte Huis. De overige campussen zijn de Mount Vernon-campus in noordelijk Washington D.C., en de Virginia-campus in Ashburn (Virginia). Naast de programma's op de hoofdcampus is GWU ook actief in de buitenwijken van Washington, gelegen in Maryland en Virginia.
GWU is georganiseerd in veertien schools en colleges, elk met een eigen bestuur en decaan. Het Columbian College of Arts and Sciences (1821) werd als eerste faculteit opgericht. De School of Medicine and Health Sciences (1824) is de op tien na oudste medische opleiding in het land en de eerste die werd geopend in het stad Washington. De universiteit heeft tevens een prestigieuze Law School (1865) en School of Business (1928). De School of Nursing is de jongste faculteit van de universiteit. Hoewel GWU als sinds 1903 onderwijs en onderzoek biedt in de verpleging(wetenschappen), was dit tot 2010 niet georganiseerd in een eigen school.
De Graduate School of Political Management (1898) en de Corcoran School of the Arts and Design (1890) werden buiten de universiteit om opgericht en traden respectievelijk in 1987 en 2014 toe tot GWU.
GWU is een van de weinige particuliere universiteiten met een bekend academisch ziekenhuis, waar onder anderen Ronald Reagan werd behandeld na een aanslag op zijn leven.

## Reputatie

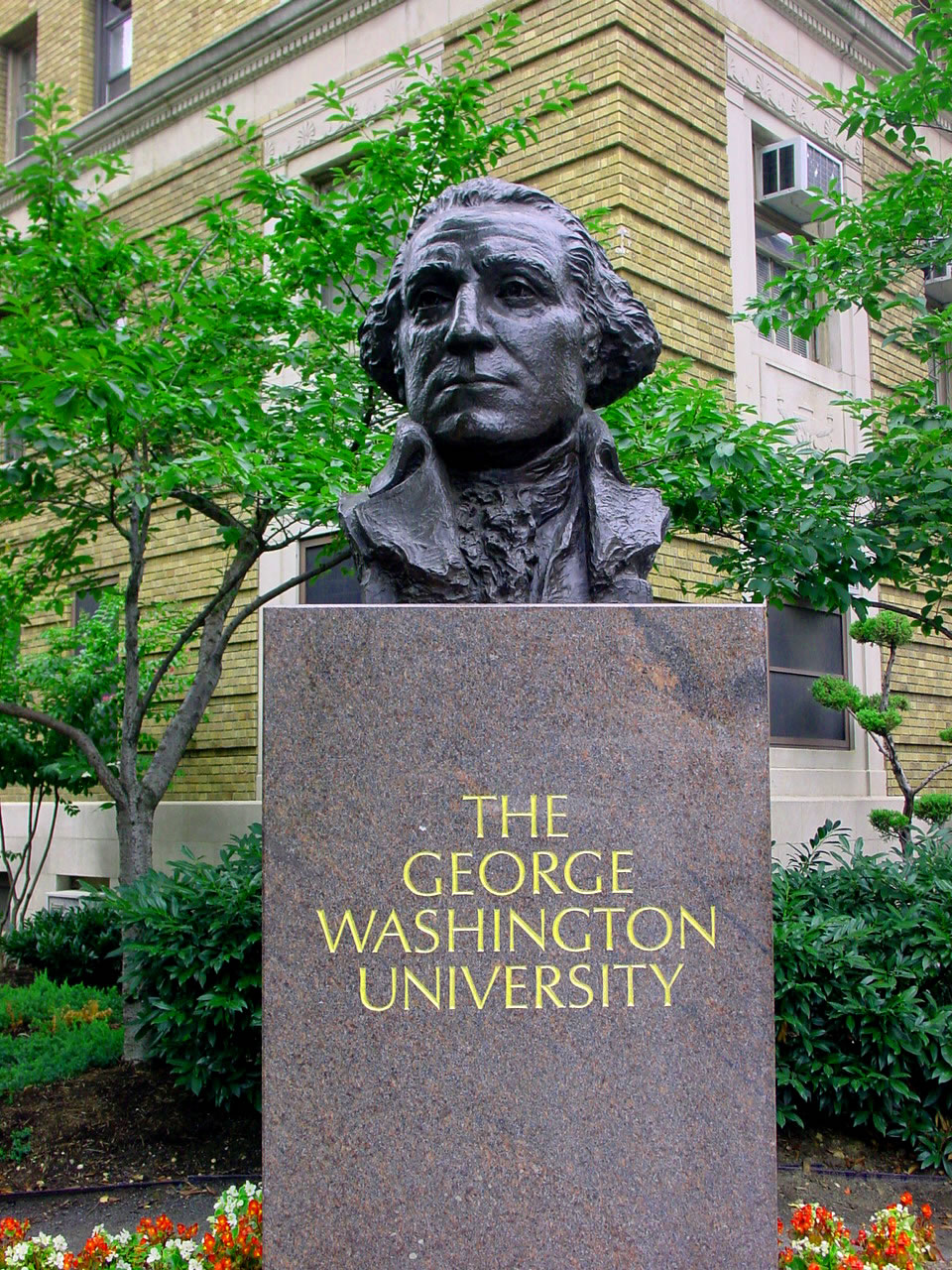
Borstbeeld van George Washington op de campus in Foggy Bottom, Washington D.C.

GWU staat volgens U.S. News & World Report in 2020 op de 66e plaats in een ranglijst van 381 Amerikaanse universiteiten. GWU stond op nummer 25 van de ranglijst "Topuniversiteiten voor het produceren van miljonairs" van de World University Rankings van Times Higher Education. Forbes plaatste GWU als 44e in de categorie Best Research Universities, Tevens is de GWU opgenomen in lijst van rijkste honderd universiteiten wereldwijd.
De Princeton Review plaatste GWU op nummer één in de ranglijsten "Top universiteiten met betrekking tot stagemogelijkheden" en "Meest politiek actieve universiteit in de VS".
GWU staat bekend om de vele prominente evenementen die het jaarlijks organiseert, van het houden van Amerikaanse presidentiële debatten, en academische symposia, tot de gastheer van de jaarlijkse vergaderingen van de Wereldbank en het Internationaal Monetair Fonds in Washington D.C., sinds 2013.
Vooraanstaande GWU-alumni en (voormalig) wetenschappelijke medewerkers omvatten onder meer 27 senatoren van de Verenigde Staten, 18 leden van het Amerikaanse kabinet, 16 (buitenlandse) staatshoofden of regeringsleiders, enkele CEO's uit de Fortune 500, vijf Nobelprijswinnaars, twee Olympische medaillewinnaars, twee Oscarwinnaars en één Golden Globe-winnaar. Tevens is GWU met ruim 1100 alumni hofleverancier voor het Amerikaanse ministerie van Buitenlandse Zaken..

## Sport
GWU heeft een uitgebreid Division I-programma, waaronder honkbal, basketbal, golf, gymnastiek, lacrosse, roeien, voetbal, softbal, squash, zwemmen en duiken, tennis, volleybal en waterpolo.
De teams heten de Colonials en hebben grote successen behaald, waaronder een overwinning in het Division I-voetbaltoernooi voor mannen in 2004.